# Jordan Veretout
Jordan Marcel Gilbert Veretout (sinh ngày 1 tháng 3 năm 1993) là một cầu thủ bóng đá chuyên nghiệp người Pháp hiện đang thi đấu ở vị trí tiền vệ cho câu lạc bộ Ligue 1 Lyon và đội tuyển bóng đá quốc gia Pháp.
Veretout là cựu tuyển thủ trẻ Pháp, thường xuyên đại diện cho quốc gia của mình ở các cấp độ U18, U19, U20 và U21 . Năm 2013, anh vô địch FIFA U-20 World Cup. Năm 2021, anh vô địch UEFA Nations League, vào sân thay người trong trận chung kết. Một năm sau đó, anh được điền tên trong danh sách dự FIFA World Cup 2022, và giành được ngôi á quân cùng với Pháp.